# Mel Brooks
Mel Brooks, pseudonimo di Melvin James Brooks (nato Melvin James Kaminsky; New York, 28 giugno 1926), è un regista, sceneggiatore, comico, compositore, produttore cinematografico, teatrale, televisivo e attore statunitense.
È noto per le sue parodie e le sue commedie farsesche. Fa parte dei 19 artisti che hanno conseguito un EGOT, cioè che hanno vinto nella loro carriera almeno un Emmy (ne ha vinti 4, sia come attore sia come autore), un Grammy (3), un Oscar (2) e un Tony Award (3).

## Biografia

### Le origini
Melvin Kaminsky nasce a Brooklyn il 28 giugno 1926, da genitori ebrei, Maximilian Kaminsky (1893-1929) e Kate Brookman (1896-1989), figli di immigrati dalla Germania, Russia e dalla Bielorussia. Aveva tre fratelli maggiori: Irving, Leonard e Bernard. Il padre morì di tubercolosi, quando Mel aveva solo due anni. Amico e più volte compagno di scena di Gene Wilder, incominciò a sviluppare la sua comicità come reazione difensiva contro l'aggressività dei coetanei, più grossi di lui come statura e corporatura.

### Al fronte
Durante la seconda guerra mondiale, continuò a sfruttare la sua indole comica; intratteneva i suoi compagni dell'esercito nel quale militò alla fine del conflitto, dando vita a esilaranti scenette, imitazioni e parodie. I successi riscontrati tra i commilitoni in quelli che a poco a poco divennero sempre più dei veri e propri spettacoli, lo convinsero a continuare su quella stessa strada alla fine del conflitto, al termine del quale aveva raggiunto il grado di caporale nel 1104º battaglione genieri della 78ª divisione di fanteria. Tornato alla vita civile, tentò la strada del comico.

### Il ritorno alla vita civile
I primi anni di gavetta furono difficili per Brooks, che incominciò la sua carriera come cabarettista in alcuni locali notturni della sua città. Si racconta che, ritrovandosi davanti a un pubblico difficile, usasse troncare tutto e tuffarsi vestito in piscina, come ultimo rimedio per scatenare ilarità.

### La TV
La sua fama aumentava e arrivò l'enorme opportunità offerta dalla TV di diventare famoso in tutto il paese. Incominciò a scrivere testi per alcuni importanti show televisivi, tra i quali il Your Show of Shows, di Sid Caesar, dove si fece le ossa scrivendo battute e barzellette. Nella squadra degli autori, per due anni, figurò anche Woody Allen. I testi di Brooks furono apprezzati a tal punto che l'autore si aggiudicò un premio Grammy. Continuò a collaborare con la TV a lungo, scrivendo numerose commedie e dando vita a molti format televisivi, tra cui quello della celeberrima sit-com spionistica Get Smart (1965).
Nel 1953 sposò Florence Baum da cui ebbe tre figli: Stephanie (1956), Nicky (1957) e Eddie (1959). Il matrimonio finì con il divorzio nel 1962.

### Il matrimonio e Hollywood

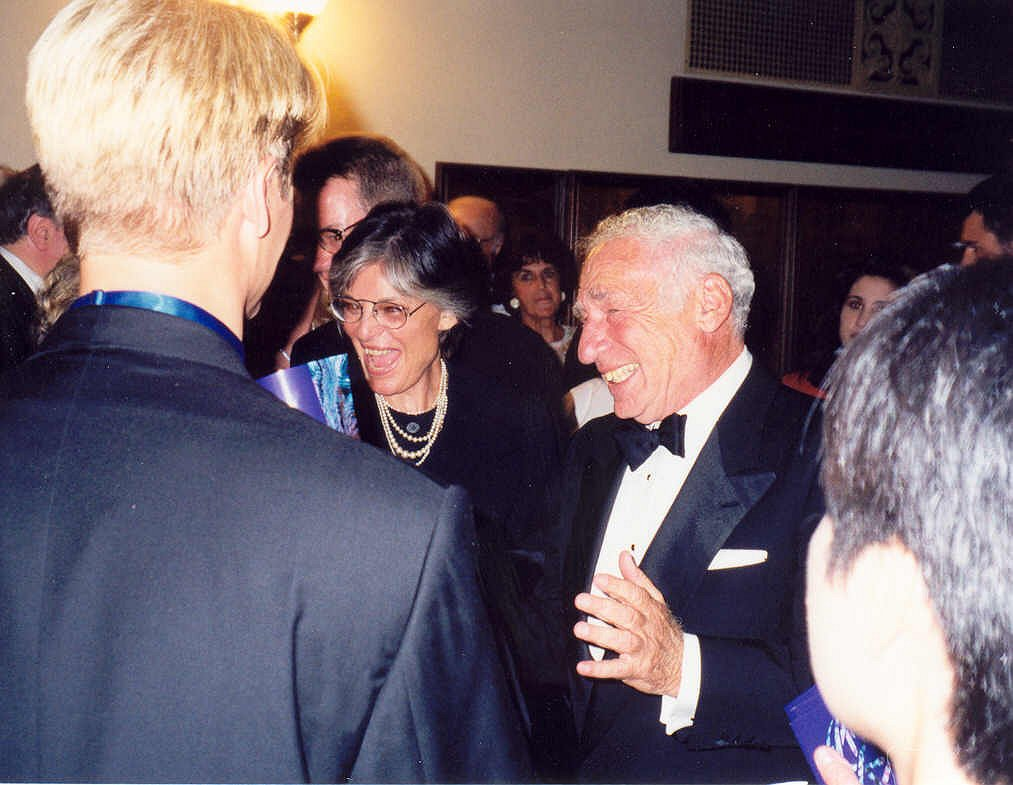
Mel Brooks e la moglie Anne Bancroft ai Premi Emmy 1997

Mentre continuava la sua carriera di autore televisivo, il 5 agosto 1964 Brooks sposò l'attrice di origine italiana Anne Bancroft - premio Oscar per Anna dei miracoli (1962) di Arthur Penn e che sarebbe stata la protagonista de Il laureato (1967) accanto a Dustin Hoffman - che lo spinse verso il cinema. Il figlio Max, avuto da questa unione, è autore televisivo di successo, vincitore di un Emmy Awards per la collaborazione al Saturday Night Live.
Nel 1968 Mel Brooks esordì sul grande schermo con Per favore, non toccate le vecchiette, che segnò anche l'inizio del sodalizio artistico con Gene Wilder. Il film non incassò molto, ma Brooks ottenne al suo esordio l'Oscar alla miglior sceneggiatura originale. Due anni dopo, nel 1970, diresse e interpretò Il mistero delle dodici sedie, un film che va alla riscoperta delle radici ebraiche del regista, adattato da un romanzo di Il'ja Arnol'dovič Il'f e Evgenij Petrovič Petrov. Fu però nuovamente un flop al botteghino. Nonostante gli insuccessi, il comico sembrò indirizzarsi verso la strada che avrebbe segnato la sua fortuna, quella della parodia.

### Le parodie
Il 1974 fu l'anno migliore per Brooks: Mezzogiorno e mezzo di fuoco ottenne un enorme successo di pubblico e critica. Il regista, ancora in tandem con Gene Wilder, diede vita a una delle migliori commedie americane del dopoguerra, un film che riprende e parodia gli stereotipi dei film western in voga. Quasi contemporaneamente, Brooks mise a segno un colpo ancora più clamoroso: sempre nel 1974 usciva nelle sale Frankenstein Junior, che lo vide per l'ennesima volta collaborare con Gene Wilder, protagonista e co-sceneggiatore della pellicola.
Nel 1977, con Alta tensione, Brooks rese omaggio al cinema di Alfred Hitchcock, in particolare a La donna che visse due volte. Balle spaziali (1987), parodiava la saga di Guerre stellari e tutto il cinema di fantascienza, mentre Robin Hood - Un uomo in calzamaglia (1993), faceva il verso al Robin Hood - Principe dei ladri di Kevin Costner, uscito in quegli anni. Nel 1995 fu la volta di Dracula morto e contento, con Leslie Nielsen, il suo ultimo film come regista, parodia di tutti i numerosi film dedicati alla leggenda del vampiro della Transilvania.

### Gli altri film
Nel 1976 vide la luce una delle sue pellicole più particolari, L'ultima follia di Mel Brooks, un film muto (come si evince anche dal titolo originale Silent Movie), con protagonisti Brooks stesso, il suo amico Marty Feldman, che aveva già lavorato con lui in Frankenstein Junior e Dom DeLuise, altro amico con cui aveva lavorato in Mezzogiorno e mezzo di fuoco. Altri attori che appaiono spesso nei film di Brooks sono Madeline Kahn, Harvey Korman e Cloris Leachman, che hanno recitato in tre o più film del regista.
La pazza storia del mondo (1981) vide Brooks sia come regista che come interprete protagonista, in una serie di ruoli di strampalati personaggi al limite del surreale che parodiano momenti della storia o alcuni episodi della Bibbia, trattati ovviamente con comicità, ma raccontati come una serie di sketch. Nel 1983, Brooks e la moglie Anne Bancroft furono protagonisti di Essere o non essere di Alan Johnson, remake del capolavoro Vogliamo vivere! (1942) di Ernst Lubitsch.
Che vita da cani! (1991) vuole essere quasi un omaggio di Brooks al grande regista statunitense Frank Capra e alle sue commedie. Nel 1994 e nel 1999 recitò in due film di Ezio Greggio, Il silenzio dei prosciutti (come cameo) e in Svitati (co-protagonista), nel quale si cimentò in un dialogo in siciliano. Tra i film prodotti da Brooks, meritano di essere citati The Elephant Man (1980) di David Lynch e La mosca (1986) di David Cronenberg.
Come Alfred Hitchcock e, più di recente, Peter Jackson e Quentin Tarantino, anche Mel Brooks, quando non aveva una parte, amava apparire nei suoi film, in parti minori o in camei. Un esempio riguarda il suo film più famoso, Frankenstein Junior, dove appare nei panni di un paesano spaventato, in Mezzogiorno e mezzo di fuoco, oltre che nel ruolo principale del governatore, appare in un cameo nei panni di un capo indiano che parla Yiddish.
Il 12 giugno 2025 è stato annunciato il sequel di Balle spaziali, che sarà nelle sale nel 2027 distribuito da Amazon MGM Studios. La regia del film è stata affidata a Josh Greenbaum, mentre la sceneggiatura è firmata da Benji Samit, Dan Hernandez, e Josh Gad.

### Il successo a Broadway

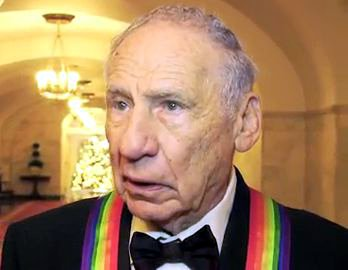
Mel Brooks alla Casa Bianca il 6 dicembre 2009

Il suo ultimo successo è la trasposizione teatrale del suo primo film, Per favore, non toccate le vecchiette, in scena a Broadway, The Producers (titolo originale del film), diretto da Susan Stroman, con Nathan Lane e Matthew Broderick nei ruoli che furono rispettivamente di Zero Mostel e Gene Wilder. Lo spettacolo ebbe un enorme successo e vinse un numero record di Tony Award 2001, ben 12.
Nel 2005 lo spettacolo venne trasformato a sua volta in un film, per volontà di Brooks, che voleva preservare su pellicola uno show che aveva ottenuto un grandissimo successo; il titolo del remake del film, anch'esso prodotto da Brooks, è rimasto quello originale, ed è distribuito in Italia come The Producers - Una gaia commedia neonazista. La sceneggiatura è fedele più all'adattamento teatrale che alla pellicola del 1968, e ha mantenuto lo stesso cast principale del musical (la regista Susan Stroman e i due interpreti principali, Nathan Lane e Matthew Broderick), ai quali sono affiancate altre due star, Uma Thurman (nel ruolo di Ulla) e Will Ferrell (Franz Liebkind). Tuttavia, nonostante l'accoglienza positiva da parte della critica, la pellicola si rivela un flop al botteghino.
Brooks portò a Broadway il suo film più famoso, Frankenstein Junior, in un musical costato 16 milioni di dollari, il cui costo del biglietto era di 450 dollari. Andato in scena per la prima volta il 14 novembre 2007, lo spettacolo ottenne un successo inferiore alle aspettative, a causa dell'eccessiva sfarzosità degli ambienti, delle scenografie e del prezzo elevato dei biglietti.

## Filmografia

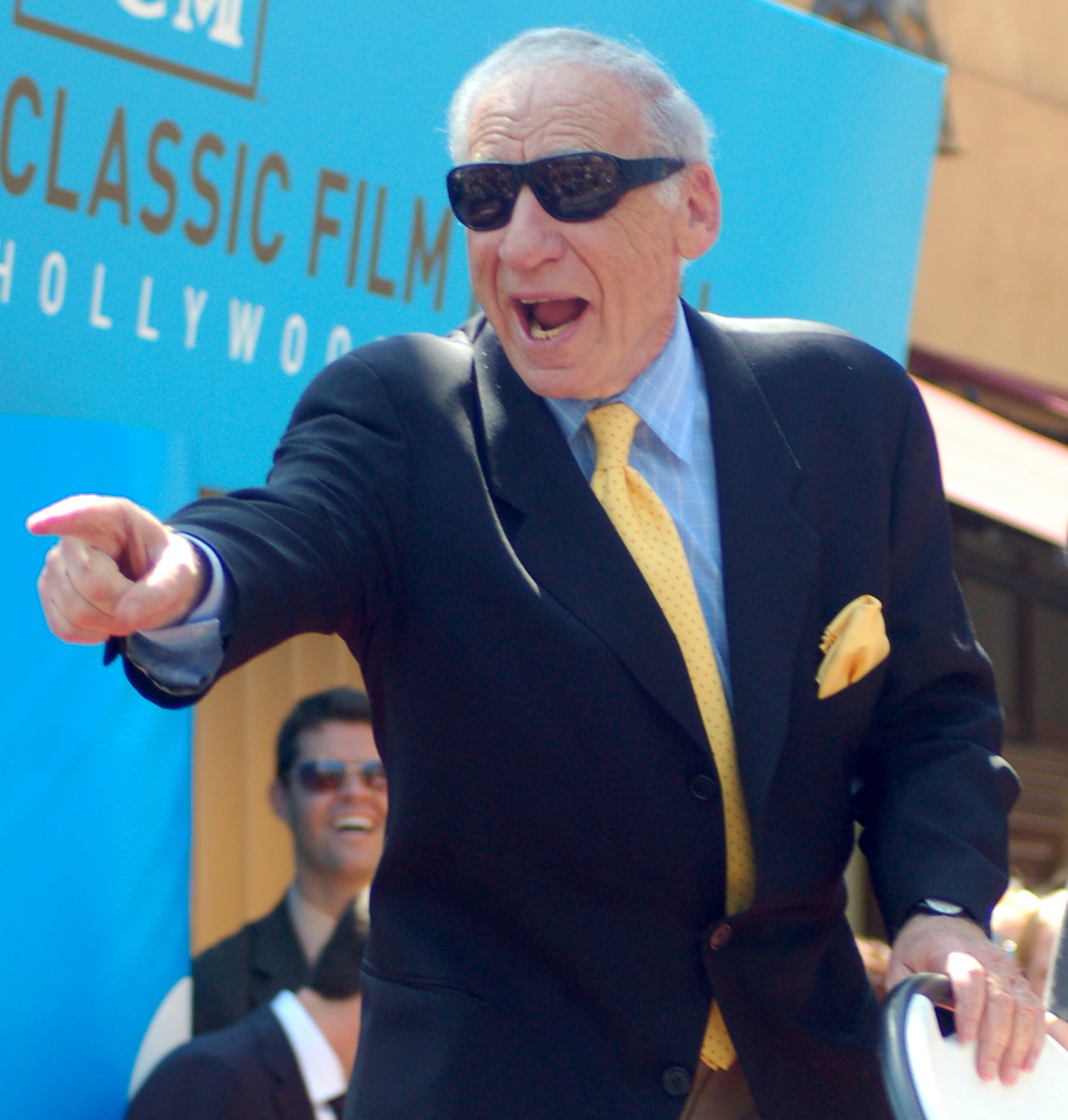
Mel Brooks alla cerimonia in cui ricevette la stella della Hollywood Walk of Fame nel 2010

### Regista
- Per favore, non toccate le vecchiette (The Producers, 1968)
- Il mistero delle dodici sedie (The Twelve Chairs, 1970)
- Mezzogiorno e mezzo di fuoco (Blazing Saddles, 1974)
- Frankenstein Junior (Young Frankenstein, 1974)
- L'ultima follia di Mel Brooks (Silent Movie, 1976)
- Alta tensione (High Anxiety, 1977)
- La pazza storia del mondo (History of the World, Part I, 1981)
- Balle spaziali (Spaceballs, 1987)
- Che vita da cani! (Life Stinks, 1991)
- Robin Hood - Un uomo in calzamaglia (Robin Hood: Men in Tights, 1993)
- Dracula morto e contento (Dracula: Dead and Loving It, 1995)

### Sceneggiatore
- Il critico (The Critic, 1963) - voce
- Get Smart (1965) – serie TV
- Per favore, non toccate le vecchiette (The Producers, 1968) - voce
- Il mistero delle dodici sedie (The Twelve Chairs, 1970)
- Shinbone Alley (1971)
- Dieci scenette dal vostro show degli show (10 from Your Show of Shows, 1973)
- Mezzogiorno e mezzo di fuoco (Blazing Saddles, 1974)
- Frankenstein Junior (Young Frankenstein, 1974)
- Le rocambolesche avventure di Robin Hood contro l'odioso sceriffo (When Things Were Rotten) – serie TV (1975)
- The 2000 Year Old Man (1975) – film TV
- L'ultima follia di Mel Brooks (Silent Movie, 1976)
- Alta tensione (High Anxiety, 1978)
- The Nude Bomb (1980)
- La pazza storia del mondo (History of the World, Part I, 1981)
- Essere o non essere (To Be or Not to Be, 1983)
- Balle spaziali (Spaceballs, 1987)
- Che vita da cani! (Life Stinks, 1991)
- Robin Hood - Un uomo in calzamaglia (Robin Hood: Men in Tights, 1993)
- Dracula morto e contento (Dracula: Dead and Loving It, 1995)
- The Producers - Una gaia commedia neonazista (The Producers, 2005)
- Agente Smart - Casino totale (Get Smart, 2008)

### Attore

#### Cinema
- Il mistero delle dodici sedie (The Twelve Chairs, 1970)
- Mezzogiorno e mezzo di fuoco (Blazing Saddles, 1974)
- L'ultima follia di Mel Brooks (Silent Movie, 1976)
- Alta tensione (High Anxiety, 1978)
- Ecco il film dei Muppet (The Muppet Movie, 1979)
- La pazza storia del mondo (History of the World, Part I, 1981)
- Essere o non essere (To Be or Not to Be), regia di Alan Johnson (1983)
- Balle spaziali (Spaceballs, 1987)
- Che vita da cani! (Life Stinks, 1991)
- Robin Hood - Un uomo in calzamaglia (Robin Hood: Men in Tights, 1993)
- Il silenzio dei prosciutti (The Silence of the Hams), regia di Ezio Greggio (1994)
- Piccole canaglie (The Little Rascals, 1994)
- Dracula morto e contento (Dracula: Dead and Loving It, 1995)
- Svitati (Screw Loose), regia di Ezio Greggio (1999)
- Sex, lögner & videovåld (2000)
- The Producers - Una gaia commedia neonazista (The Producers, 2005)

#### Televisione
- Free to Be... You & Me (1974) - film TV

### Doppiatore
- Il critico (The Critic, 1963)
- Per favore, non toccate le vecchiette (The Producers, 1968)
- Frankenstein Junior (Young Frankenstein, 1974)
- The 2000 Year Old Man (1975) - film TV
- The Electric Company - serie TV, 780 episodi (1971-1977)
- Senti chi parla 2 (Look Who's Talking Too, 1990)
- I Simpson - serie TV, 1 episodio (1995)
- Il principe d'Egitto (The Prince of Egypt, 1998)
- Natale con i Muppet (It's a Very Merry Muppet Christmas Movie, 2002)
- Robots (2005)
- Le avventure di Piggley Winks - serie TV, 47 episodi (2003-2007)
- Agente Speciale Oso - serie TV, 1 episodio (2011)
- Mr. Peabody e Sherman (Mr. Peabody & Sherman), regia di Rob Minkoff (2014)
- Hotel Transylvania 2, regia di Genndy Tartakovsky (2015)
- The Guardian Brothers, regia di Gary Wang (2016)
- Hotel Transylvania 3 - Una vacanza mostruosa (Hotel Transylvania 3: Summer Vacation), regia di Genndy Tartakovsky (2018)
- Toy Story 4, regia di Josh Cooley (2019)
- Paws of Fury - La leggenda di Hank (Paws of Fury: The Legend of Hank), regia di Rob Minkoff, Mark Koetsier e Chris Bailey (2022)

## Televisione
- Get Smart (1965-1970)
- Le rocambolesche avventure di Robin Hood contro l'odioso sceriffo (When Things Were Rotten, 1975)

### Autore
- Per favore, non toccate le vecchiette (The Producers) (1968)
- Il mistero delle dodici sedie (The Twelve Chairs) (1970)
- Mezzogiorno e mezzo di fuoco (Blazing Saddles) (1974)
- Frankenstein Junior (Young Frankenstein) (1974)
- Alta tensione (High Anxiety) (1977)
- La pazza storia del mondo (History of the World, Part I) (1981)
- Essere o non essere (To Be or Not to Be) (1983)
- Balle spaziali (Spaceballs) (1987)
- Robin Hood - Un uomo in calzamaglia (Robin Hood: Men in Tights) (1993)
- The Producers - Una gaia commedia neonazista (The Producers) (2005)

## Teatro
- Leonard Sillman's New Faces of 1952 (1953) (testi)
- Shinbone Alley (1957) (testi)
- All American (1962) (testi)
- The Producers (2001) (testi e musica)
- Frankenstein Junior (2007) (testi e musica)

## Discografia e singoli
- It's Good to Be The King (1981)
- To Be Or Not To Be (The Hitler Rap) (1983)

## Opere
- Tutto su di me! La mia vita straordinaria nel mondo dello spettacolo (All About Me!), traduzione di Alice Arecco, Milano, La Nave di Teseo, 2021, ISBN 978-88-346-0949-1.

## Riconoscimenti
- Premio Oscar
  - 1969 – Migliore sceneggiatura originale per Per favore, non toccate le vecchiette[6]
  - 1975 – Candidatura – Migliore sceneggiatura non originale per Frankenstein Junior[7]
  - 1975 – Candidatura – Miglior canzone per Mezzogiorno e mezzo di fuoco
  - 2024 – Oscar alla carriera
- Golden Globe
  - 1969 – Candidatura – Migliore sceneggiatura per Per favore, non toccate le vecchiette[8]
  - 1977 – Candidatura – Miglior attore in un film commedia o musicale per L'ultima follia di Mel Brooks[9]
  - 1977 – Candidatura – Miglior film commedia o musicale per L'ultima follia di Mel Brooks[10]
  - 1978 – Candidatura – Miglior attore in un film commedia o musicale per Alta tensione[11]
  - 1978 – Candidatura – Miglior film commedia o musicale per Alta tensione[12]
  - 2006 – Candidatura – Miglior film commedia o musicale per The Producers - Una gaia commedia neonazista[13]
  - 2006 – Candidatura – Miglior canzone originale per The Producers – Una gaia commedia neonazista[14]
- BAFTA[15]
  - 1975 – Candidatura – Migliore sceneggiatura per Mezzogiorno e mezzo di fuoco
- Hollywood Walk of Fame
  - 2010 – Stella[16]
- Tony Award[17]
  - 2001 – Miglior musical per The Producers
  - 2001 – Miglior libretto di un musical per The Producers
  - 2001 – Migliore colonna sonora originale per The Producers

## Doppiatori italiani
Nelle versioni in italiano delle opere in cui ha recitato, Mel Brooks è stato doppiato da:
- Gianni Bonagura in La pazza storia del mondo, Essere o non essere, Che vita da cani!, Dracula morto e contento, Innamorati pazzi, Piccole canaglie, Svitati
- Sergio Fiorentini in Il mistero delle dodici sedie, Mezzogiorno e mezzo di fuoco, Balle spaziali
- Renato Mori in Robin Hood - Un uomo in calzamaglia, The Producers - Una gaia commedia neonazista
- Bruno Alessandro in Curb Your Enthusiasm, Only Murders in the Building
- Vittorio Di Prima in Alta tensione
- Elio Pandolfi in Ecco il film dei Muppet

Da doppiatore è sostituito da:
- Roberto Stocchi in Robots, La pazza storia del mondo, Parte II
- Ennio Coltorti in Toy Story 4, I perché di Forky
- Roberto Villa in Frankenstein Junior
- Gianni Bonagura ne I Simpson
- Lino Banfi in Senti chi parla 2
- Manlio De Angelis in Frasier
- Oreste Rizzini in Natale con i Muppet
- Alessandro Budroni in Mr. Peabody e Sherman
- Paolo Villaggio in Hotel Transylvania 2
- Bruno Alessandro in Hotel Transylvania 3 - Una vacanza mostruosa
- Federico Buffa in Paws of Fury - La leggenda di Hank